# Линдси Вон
Линдси Вон (енгл. Lindsey Vonn; Сент Пол, 18. октобар 1984), девојачко Килдоу, бивша је америчка алпска скијашица. Четири пута је била укупна победница Светског купа; 2007/08., 2008/09., 2009/10. и 2011/12.. Поред титуле у генералном пласману освојила је и мале кристалне глобусе у спусту (2008, 2009, 2010, 2011, 2012, 2013, 2015, 2016), супервелеслалому (2009, 2010, 2011. и 2012), као и у супер комбинацији (2010, 2011. и 2012). Освајачица је златне медаље на Зимским олимпијским играма у Ванкуверу 2010. у спусту. Забележила је рекордне 82 победе у Светском купу, у свих пет дисциплина, и две златне, три сребрне и три бронзане медаље на светским првенствима.

## Приватни живот
Вонова је рођена у Сент Полу у Минесоти као Линдси Керолин Килдоу а одрасла је у оближњем Епл Велију. Почела је да скија када је имала три године, после чега је постала део чувеног програма Ериха Зајлера у Бак Хилу. Њен отац, Ален Килдоу, који се такође бавио скијањем, ју је веома подстицао да се бави овим спортом. Почела је да се такмичи са седам година а на међународним такмичењима је учествовала са девет година.
Када је имала десет година упознала је освајачицу златне медаље Пикабу Стрит, коју сматра својим идолом. Вонова је често одлазила у Колорадо све док се њена породица није коначно преселила у Вејл крајем 90-их година двадесетог века.
Њени надимци су „Килдон“, „Дон дон“ и „Д дон“. Хобији које упражњава су вожња бицикла, тенис, читање књига и гледање Ен-Би-Сијеве серије „Закон и ред“ где се појавила као гост у епизоди „Rubber Room“ 24. маја 2010. Воли да слуша хип хоп, нарочито Канје Веста.
Дана 29. септембра 2007. године се удала за колегу из репрезентације Томаса Вона. Током турнеје по Европи боравила је у Кирхбергу где је као награду уместо чека узела краву која се зове Олимп.
Њена најбоља другарица је уједно и њена главна противница Марија Риш из Гармиш-Партенкирхена у Немачкој. Линдси заједно са својим супругом традиционално проводи божићне празнике код породице Риш. Течно говори немачки језик. Живи у Вејлу у Колораду, али има куће у Атланти у Џорџији, као и у Немачкој.

## Скијашка каријера

### 1999–2002
Као четрнаестогодишњакиња освојила је 1999. године „Трофеј Тополино“ који се сматра најзначајнијим такмичењем скијаша у том узрасту. Она је уједно и једина Американка која је то успела.
Током прве године такмичења у сениорској конкуренцији неколико пута је стизала до подијума у такмичењима Нор-Ам купа. Прву победу у ФИС такмичењима је остварила 2001, те године је освојила и бронзану медаљу у комбинацији на првенству САД. Исте године се први пут такмичила у слалому у оквиру Светског купа, а прве поене је освојила у супервелеслалому у Вал д'Изеру, када је завршила трку на 26. месту. На свом дебију на Зимским олимпијским играма у Солт Лејк Ситију 2002. освојила је шесто место у комбинацији а такмичила се и у слалому.

### 2003–2005
Наставила је да напредује и током 2003. освојивши сребрну медаљу на Јуниорском првенству света, као и сребро и бронзу на првенству САД. У сезони 2003-2004 освојила је две златне медаље на првенству САД, две медаље на Јуниорском првенству света и по први пут се попела на постоље у Кортини д'Ампецо.
Следећа сезона је била још успешнија за Линдси Вон јер је успела да оствари прву победу у Светском купу. Победила је у спусту у Лејк Луиз у Канади. Поред те победе остварила је још пет пласмана међу прве три и сезону је окончала на шестом месту у генералном пласману. На Светском првенству у Бормију 2005. такмичила се у четири дисциплине. Освојила је четврто место у спусту и комбинацији, девето место у супервелеслалому, док је у велеслалому остала без пласмана.

### 2005–2007
За сезону 2005/06 Вонова се припремала са новим тренером легендарним Робертом Тренквалдером. Он је применио потпун нов начин тренирања примерен потребама Линдси Вон и на тај начин створио од ње најпрофесионалнију скијашицу. Пре Зимских олимпијских игара у Торину Линдси Вон је важила за једну од главних кандидаткиња за медаље, међутим током тренинга за спуст доживела је тешку повреду после које је хеликоптером пребачена у болницу. Без обзира што је повредила кук следећег дана се такмичила у спусту и освојила је осмо место, такође заузела је и седмо место у супервелеслалому и четрнаесто место у слалому.
Током сезоне 2006/07 остварила је победе у спусту у Лејк Луизу и Вал д'Изеру и у супервелеслалому у Сестријереу. Поред ове три победе имала је још шест пласмана међу прве три у Светском купу. На Светском првенству у Ореу у Шведској освојила је сребрне медаље у спусту и супервелеслалому. Ову сезону је окончала, четири недеље пре краја јер је повредила лигаменте, као трећепласирана у такмичењима за Светски куп у дисциплинама спуст и супервелеслалом.

### 2007–2008
Током сезоне 2007/08 Линдси Вон долази до пуног изражаја. Као резултат напорног вежбања стижу и врхунски резултати. Доминација у брзинским дисциплинама, мали кристални глобус у спусту и друго место у комбинацији су јој помогли да дође до свог највећег тријумфа у каријери победнице Светског купа. Она је тако постала друга Американка после Тамаре Макини која је освојила велики кристални глобус. Те сезоне је и њен сународник Боди Милер остварио исти успех.

### 2008–2009
Даљи напредак Линдси Вон је показала следеће сезоне када је поред доминације у спусту била најбоља и у супервелеслалому. Поново је победила у укупном поретку Светског купа. Током сезоне оборила је рекорд САД који је држала Тамара Мекини од осамнаест победа у Светском купу победивши у супервелеслалому на такмичењу у Тарвизији у Италији. Остваривши девет победа у сезони она је поставила рекорд САД по броју победа и женској и у мушкој конкуренцији. На Светском првенству у Вал д'Изеру Линдси Вон је освојила своју прву златну медаљу поставши прва Американка која је победила у супервелеслалому. Дисквалификована је у суперкомбинацији иако је била прва после такмичења у спусту. Три дана касније освојила је злато у спусту.
Током лета 2009. променила је произвођача скија прешавши на Хед иако је током целе каријере скијала са Росињоловим скијама. Октобра 2009. добила је награду за најбољу скијашицу на свету од стране Међународног удружења скијашких новинара.

### 2009–2010
Сезона 2009/10 је била најуспешнија у каријери Линдси Вон. По трећи пут узастопно постала је победница Светског купа у укупном поретку а поред тога освојила је и мали кристални глобус у спусту, супервелеслалому и суперкомбинацији. У томе је нису омеле ни бројне повреде које је задобила током сезоне као што су повреда руке и цеванице. И поред бандаже на руци остварила је три везане победе у аустријском Хаус им Еншталу од 8. до 10. јануара 2010. Сезону је завршила са 11 победа, укупно 33, и на тај начин надмашила сународника Бодија Милера по броју победа у каријери.
На Зимским олимпијским играма у Ванкуверу је и поред великих очекивања освојила злато само у спусту, као и бронзу у супервелеслалому. Освајањем златне медаље у спусту постала је прва Американка која је то учинила.

### 2010-2011
Иако је у овој сезони освојила више бодова него у претходној, 1725 према 1671, у укупном поретку је била друга иза Марије Риш. У узбудљивом и контроверзном финалу Светског купа у швајцарском Ленцерхајду није успела да у потпуности надокнади предност коју је њена противница и пријатељица остварила током сезоне. Нешто слабији наступи у спусту и очајни наступи у слалому су допринели томе да на крају сезоне има три бода мање од Марије Риш. Од жељених 12 победа на крају је остварила 8 али је поново као и претходне сезоне освојила три мала кристална глобуса, у спусту, супервелеслалому и комбинацији.
На Светском првенству у Гармиш-Партенкирхену је освојила једну сребрну медаљу у спусту. Седмог фебруара 2011. добила је награду „Лауреус“ за најбољу спортисткињу на свету у 2010-ој години.

## Освојени кристални глобуси
| Сезона   | Дисциплина      |
| -------- | --------------- |
| 2008.    | Укупна победа   |
| 2008.    | Спуст           |
| 2008/09. | Укупна победа   |
| 2008/09. | Спуст           |
| 2008/09. | Супервелеслалом |
| 2009/10. | Укупна победа   |
| 2009/10. | Спуст           |
| 2009/10. | Супервелеслалом |
| 2009/10. | Комбинација     |
| 2010/11. | Спуст           |
| 2010/11. | Супервелеслалом |
| 2010/11. | Комбинација     |
| 2011/12. | Укупна победа   |
| 2011/12. | Спуст           |
| 2011/12. | Супервелеслалом |
| 2011/12. | Комбинација     |
| 2012/13. | Спуст           |
| 2014/15. | Спуст           |
| 2014/15. | Супервелеслалом |
| 2015/16. | Спуст           |

## Победе у Светском купу
(82 победе (43 спуст, 28 супервелеслалом, 5 суперкомбинација, 2 слалом, 4 велеслалом)
| Датум              | Место                  | Дисциплина       |
| ------------------ | ---------------------- | ---------------- |
| 3. децембар 2004.  | Лејк Луиз              | Спуст            |
| 3. децембар 2005.  | Лејк Луиз              | Спуст            |
| 17. децембра 2005. | Вал д'Изер             | Спуст            |
| 3. марта 2006.     | Хафјел                 | Супервелеслалом  |
| 2. децембра 2006.  | Лејк Луиз              | Спуст            |
| 20. децембра 2006. | Вал д'Изер             | Спуст            |
| 28. јануара 2007.  | Сестријере             | Супервелеслалом  |
| 1. децембра 2007.  | Лејк Луиз              | Спуст            |
| 21. децембра 2007. | Санкт Антон ам Арлберг | Спуст            |
| 22. децембра 2007. | Санкт Антон ам Арлберг | Суперкомбинација |
| 19. јануара 2008.  | Кортина д'Ампецо       | Спуст            |
| 9. фебруара 2008.  | Сестријере             | Спуст            |
| 8. марта 2008.     | Кран Монтана           | Спуст            |
| 15. јануара 2008.  | Леви                   | Слалом           |
| 5. децембра 2008.  | Лејк Луиз              | Спуст            |
| 17. јануар 2009.   | Алтенмаркт ин Понгау   | Суперкомбинација |
| 30. јануара 2009.  | Гармиш-Партенкирхен    | Спуст            |
| 1. фебруар 2009.   | Гармиш-Партенкирхен    | Супервелеслалом  |
| 22. фебруар 2009.  | Тарвизио               | Супервелеслалом  |
| 1. март 2009.      | Банско                 | Супервелеслалом  |
| 11. март 2009.     | Оре                    | Спуст            |
| 12. март 2009.     | Оре                    | Супервелеслалом  |
| 5. децембар 2009.  | Лејк Луиз              | Спуст            |
| 18. децембар 2009. | Вал д'Изер             | Суперкомбинација |
| 8. јануар 2010.    | Хаус им Енштал         | Спуст            |
| 9. јануар 2010.    | Хаус им Енштал         | Спуст            |
| 10. јануар 2010.   | Хаус им Енштал         | Супервелеслалом  |
| 22. јануар 2010.   | Кортина д'Ампецо       | Супервелеслалом  |
| 23. јануар 2010.   | Кортина д'Ампецо       | Спуст            |
| 31. јануар 2010.   | Санкт Мориц            | Супервелеслалом  |
| 6. март 2010.      | Кран Монтана           | Спуст            |
| 12. март 2010.     | Гармиш-Партенкирхен    | Супервелеслалом  |
| 5. децембар 2010.  | Лејк Луиз              | Супервелеслалом  |
| 18. децембар 2010. | Вал д'Изер             | Спуст            |
| 19. децембар 2010. | Вал д'Изер             | Суперкомбинација |
| 8. јануар 2011.    | Цаухензе               | Спуст            |
| 21. јануар 2011.   | Кортина д'Ампецо       | Супервелеслалом  |
| 23. јануар 2011.   | Кортина д'Ампецо       | Супервелеслалом  |
| 26. фебруар 2011.  | Оре                    | Спуст            |
| 6. март 2011.      | Тарвизио               | Супервелеслалом  |
| 22. октобар 2011.  | Зелден                 | Велеслалом       |
| 2. децембар 2011.  | Лејк Луиз              | Спуст            |
| 3. децембар 2011.  | Лејк Луиз              | Спуст            |
| 4. децембар 2011.  | Лејк Луиз              | Супервелеслалом  |
| 7. децембар 2011.  | Бивер Крик             | Супервелеслалом  |
| 15. јануар 2012.   | Кортина д'Ампецо       | Супервелеслалом  |
| 27. јануар 2012.   | Санкт Мориц            | Суперкомбинација |
| 28. јануар 2012.   | Санкт Мориц            | Спуст            |
| 4. фебруар 2012.   | Гармиш-Партенкирхен    | Спуст            |
| 26. фебруар 2012.  | Банско                 | Супервелеслалом  |
| 9. март 2012.      | Оре                    | Велеслалом       |
| 14. март 2012.     | Шладминг               | Спуст            |
| 30. новембар 2012. | Лејк Луиз              | Спуст            |
| 1. децембар 2012.  | Лејк Луиз              | Спуст            |
| 2. децембар 2012.  | Лејк Луиз              | Супервелеслалом  |
| 8. децембар 2012.  | Санкт Мориц            | Супервелеслалом  |
| 19. јануар 2013.   | Кортина д'Ампецо       | Спуст            |
| 26. јануар 2013.   | Марибор                | Велеслалом       |
| 6. децембар 2014.  | Лејк Луиз              | Спуст            |
| 20. децембар 2014. | Вал д'Изер             | Спуст            |
| 18. јануар 2015.   | Кортина д'Ампецо       | Спуст            |
| 19. јануар 2015.   | Кортина д'Ампецо       | Супервелеслалом  |
| 25. јануар 2015.   | Санкт Мориц            | Супервелеслалом  |
| 8. март 2015.      | Гармиш-Партенкирхен    | Супервелеслалом  |
| 18. март 2015.     | Мерибел                | Спуст            |
| 19. март 2015.     | Мерибел                | Супервелеслалом  |
| 4. децембар 2015.  | Лејк Луиз              | Спуст            |
| 5. децембар 2015.  | Лејк Луиз              | Спуст            |
| 6. децембар 2015.  | Лејк Луиз              | Супервелеслалом  |
| 12. децембар 2015. | Оре                    | Велеслалом       |
| 9. јануар 2016.    | Алтенмаркт-Цаухензе    | Спуст            |
| 10. јануар 2016.   | Алтенмаркт-Цаухензе    | Супервелеслалом  |
| 23. јануар 2016.   | Кортина д'Ампецо       | Спуст            |
| 24. јануар 2016.   | Кортина д'Ампецо       | Супервелеслалом  |
| 6. фебруар 2016.   | Гармиш-Партенкирхен    | Спуст            |
| 21. јануар 2017.   | Гармиш-Партенкирхен    | Спуст            |
| 16. децембар 2017. | Вал д'Изер             | Супервелеслалом  |
| 20. јануар 2018.   | Кортина д'Ампецо       | Спуст            |
| 3. фебруар 2018.   | Гармиш-Партенкирхен    | Спуст            |
| 4. фебруар 2018.   | Гармиш-Партенкирхен    | Спуст            |
| 14. март 2018.     | Оре                    | Спуст            |

## Резултати уСветском купу
| Година | Година | Укупно  | Укупно | Спуст   | Спуст  | Слалом  | Слалом | Велеслалом | Велеслалом | Супервелеслалом | Супервелеслалом | Комбинација | Комбинација | Паралелни слалом | Паралелни слалом |
| ------ | ------ | ------- | ------ | ------- | ------ | ------- | ------ | ---------- | ---------- | --------------- | --------------- | ----------- | ----------- | ---------------- | ---------------- |
| Година | Година | Пласман | Бодови | Пласман | Бодови | Пласман | Бодови | Пласман    | Бодови     | Пласман         | Бодови          | Пласман     | Бодови      | Пласман          | Бодови           |
| 2002.  | 2002.  | 93      | 27     | 41      | 15     | -       | -      | -          | -          | -               | -               | -           | -           | -                | -                |
| 2003.  | 2003.  | 118     | 3      | 47      | 3      | -       | -      | -          | -          | -               | -               | -           | -           | -                | -                |
| 2004.  | 2004.  | 30      | 265    | 14      | 158    | -       | -      | -          | -          | -               | -               | -           | -           | -                | -                |
| 2005.  | 2005.  | 6       | 914    | 5       | 384    | 28      | 60     | 35         | 29         | 3               | 396             | 5           | 45          | -                | -                |
| 2006.  | 2006.  | 5       | 1067   | 2       | 410    | 9       | 214    | 49         | 7          | 4               | 326             | 3           | 110         | -                | -                |
| 2007.  | 2007.  | 6       | 808    | 3       | 390    | 37      | 28     | -          | -          | 3               | 310             | 7           | 80          | -                | -                |
| 2008.  | 2008.  | 1       | 1403   | 1       | 755    | 32      | 46     | 13         | 140        | 6               | 262             | 2           | 200         | -                | -                |
| 2009.  | 2009.  | 1       | 1788   | 1       | 502    | 3       | 440    | 8          | 205        | 1               | 461             | 2           | 180         | -                | -                |
| 2010.  | 2010.  | 1       | 1671   | 1       | 725    | 14      | 125    | 28         | 41         | 1               | 620             | 1           | 160         | -                | -                |
| 2011.  | 2011.  | 2       | 1725   | 1       | 650    | 19      | 107    | 13         | 158        | 1               | 560             | 1           | 220         | 5                | 30               |
| 2012.  | 2012.  | 1       | 1980   | 1       | 690    | 20      | 142    | 2          | 455        | 1               | 453             | 1           | 180         | 3                | 60               |
| 2013.  | 2013.  | 3       | 740    | 1       | 340    | -       | -      | 16         | 114        | 2               | 286             | -           | -           | -                | -                |